# Mie Bjørndal Ottestad
Mie Bjørndal Ottestad   (Oslo, 17 de juliol de 1997) és una ciclista noruega de carretera i ciclocròs, professional des del 2021 i que actualment corre per a l'equip Uno-X Mobility en categoria UCI Women’s WorldTeam.
Ha guanyat 3 cops els nacionals de ruta i una vegada el de contrarrellotge. El seu triomf més destacat fins a la data és el Tour de Normandia

## Palmarès en ruta
- 2020
  -  Campiona de Noruega en ruta
- 2023
  -  Campiona de Noruega en contrarellotge
  - Vencedora d'una etapa a la Volta a Andalusia
- 2024
  -  Campiona de Noruega en ruta
  - 1a al Tour de Normandia
- 2025
  -  Campiona de Noruega en ruta
  - Vencedora d'una etapa a la Volta a Extremadura
  - Vencedora d'una etapa a la Volta a Burgos
  - 1a a la Volta a Noruega i vencedora d'una etapa

### Resultats a les Grans Voltes

#### Giro d'Itàlia
- 2024. 24a posició

#### Tour de França
- 2022. 17a posició
- 2023. No surt a la 5a etapa
- 2024. 29a posició
- 2025. No surt a la 6a etapa

#### Volta a Espanya
- 2025: 27a posició

## Palmarès en ciclocròs
- 2019
  -  Campiona de Noruega en ciclocròs
- 2021
  -  Campiona de Noruega en ciclocròs
- 2023
  -  Campiona de Noruega en ciclocròs